# Dean Woods
Dean Woods (n. 22 iunie 1966, Wangaratta⁠(d), Victoria, Australia – d. 3 martie 2022) a fost un ciclist australian, medaliat olimpic. A participat la 3 ediții ale Jocurilor Olimpice (1984, 1988, 1996) în care a câștigat o medalie de aur, o medalie de argint și două medalii de bronz.